# Friedrich Schilling
Friedrich Schilling (ur. 9 kwietnia 1868 w Hildesheimie, zm. 25 maja 1950 w Gladbeck) – niemiecki matematyk, wykładowca.

## Życiorys
Był absolwentem studiów matematycznych na uniwersytetach w Getyndze i Fryburgu Bryzgowijskim.
Od 1896 pracował jako prywatny docent na Politechnice Akwizgrańskiej. Od 1897 był profesorem nadzwyczajnym na politechnice w Karlsruhe, a od 1899 profesorem nadzwyczajnym na uniwersytecie w Getyndze – w 1903 roku został dyrektorem zbioru modeli matematycznych na tej uczelni. Od 1904 roku był profesorem zwyczajnym matematyki i geometrii wykreślnej na Königliche Technische Hochschule zu Danzig, a w latach 1917-1919 – rektorem tej uczelni.